# Мигрена
Мигрената (от гръцки: ἡμικρανία, (хемикрания) – „болка в едната страна на главата“, от ἡμι- (хеми-) – „половина“ и κρανίον (кранион) – „череп“) е хронично нарушение, което се характеризира с повтарящи се умерени до силни главоболия, които често се свързват с редица симптоми на автономната нервна система.

## Описание
Обикновено главоболието е едностранно (засяга едната половина на главата) и е пулсиращо по характер, като трае от 2 до 72 часа. Съпровождащите симптоми може да включват гадене, повръщане, фотофобия (повишена чувствителност към светлината), фонофобия (повишена чувствителност към звука) и болката обикновено се засилва при физическа активност. До една трета от хората с мигренни главоболия изпитват аура: краткотрайно визуално, сетивно, речево или моторно смущение, което сигнализира, че скоро ще настъпи главоболието.
Смята се, че причината за мигрените е смесица от фактори от околната среда и генетични фактори. Около две-трети от случаите се предават в семействата. Променливите нива на хормоните също може да играят роля: мигрената засяга малко повече момчета, отколкото момичета преди пубертета, но около два до три пъти повече жени, отколкото мъже. Предразположението към мигрена обикновено намалява по време на бременност. Не са познати точните механизми на мигрената. Смята се, обаче, че тя е невросъдово смущение. Основната теория е свързана с повишената раздразнимост на мозъчната кора и необичайния контрол на болката неврони в тригеминалното ядро на мозъчния ствол.
Препоръчваното първоначално лечение е с обикновени аналгетици, като например „ибупрофен“ и „ацетаминофен“ за главоболието, „антиеметик“ за гаденето и избягване на отключващите фактори. Могат да се използват специфични агенти като триптани или ерготамини при тези, при които аналгетиците не са ефективни. В световен мащаб, повече от 10% от населението бива засегнато от мигрена в даден момент от живота си.

## Признаци и симптоми
Мигрената обикновено се проявява чрез самоограничаващо се, повтарящо се силно главоболие, свързано със симптоми на автономни симптоми. Около 15 – 30% от хората с мигрени преживяват мигрени с аура и тези, които имат мигрени с аура също често имат мигрени без аура. Силата на болката, продължителността на главоболието и честотата на пристъпите варират. Мигрената, която трае повече от 72 часа се определя като мигренен статус. Има четири възможни фази на мигрената, въпреки че не винаги се изпитват всички фази:
1. Продромалната, която се появява часове или дни преди главоболието.
2. Аура, която предхожда непосредствено главоболието.
3. Фазата на болка, която е позната също като фаза на главоболие.
4. Постдромалната – ефектите, изпитвани след края на мигренния пристъп.

### Продромална фаза
Продромалните или предварителните симптоми се появяват при ~60% от хората с мигрена с начало от два часа до два дни преди началото на болката или на аурата Симптомите може да включват голямо разнообразие от явления включително: променливо настроение, раздразнителност, депресия или еуфория, умора, желание за дадена храна, сковани мускули (особено във врата), запек или диария и чувствителност към миризми или шум. Това може да се прояви и при хората с мигрена с аура или с мигрена без аура.

### Фаза на аура
| Увеличено изображение, наподобяващо назъбен елемент     | Негативен скотом, неспособност да се осъзнаят формите на близките структури |
| Положителен стоком, сетивност за допълнителни структури | Главно едностранна загуба на сетивност                                      |

Аурата е преходно фокално неврологично явление, което се проявява преди или по време на главоболието. Те се появяват постепенно в продължение на известен брой минути и обикновено траят по-малко от 60 минути. Симптомите може да бъдат визуални, сензорни или моторни по характер и много хора изпитват повече от един от тях. Най-често срещаните са визуалните ефекти, които се проявяват в до 99% от случаите и изключително при повече от половината. Зрителните смущения често се състоят от сцинтилираща скотома (област на частична промяна на зрителното поле, което блещука). Те обикновено започват близо до центъра на зрението и после се разпростират до страните със зигзагообразни линии, които са описвани като приличащи на укрепления или стени на замък. Обикновено линиите са в черно и бяло, но някои хора виждат също и цветни линии. Някои хора загубват част от полето си на зрение, познато като хемианопсия, докато други изпитват замъгляване.
Сензорната аура е второто най-често явление при 30 – 40% от хората с аура. Често започва усещане за иглички в едната страна на ръката и се разпространява до областта на носа и устата от същата страна. Обикновено се появява изтръпване, след като премине щипането със загуба на позиционно усещане. Другите симптоми на фазата на аура може да включват: смущения на говора или езика, световъртеж, и по-рядко – моторни проблеми. Моторните симптоми сочат, че това е хемиплегична мигрена и слабостта често трае повече от час, за разлика от другите случаи на аура. Рядко се появява аура без последващо главоболие, позната като тиха мигрена.

### Фаза на болка
В класическия случай, болката е едностранна, пулсираща и умерена до остра по сила. Обикновено тя се появява постепенно и се усилва при физическа активност. При повече от 40% от случаите, обаче, болката може да бъде двустранна и обикновено е свързана с болка във врата. Двустранната болка е особено честа при тези хора, които имат мигрени без аура. По-рядко може да се появи болка основно в задната или горната част на главата. Болката обикновено трае 4 до 72 часа при възрастните, обаче при малките деца често трае по-малко от 1 час. Честотата на поява е различна – от няколко пъти в целия живот, до няколко пъти седмично, средно обикновено е веднъж месечно.
Болката често се съпровожда от гадене, повръщане, чувствителност към светлината, чувствителност към звука, чувствителност към миризмите, умора и раздразнителност. При базиларната мигрена, мигрена с неврологични симптоми, свързани с мозъчния ствол или с неврологични симптоми от двете страни на тялото, обичайните реакции включват: чувство, че светът се върти, замаяност и объркване. Гаденето се проявява при почти 90% от хората, а повръщане се появява при около една трета. Много хора затова търсят тъмна и тиха стая. Други симптоми може да включват: замъглено зрение, запушен нос, диария, често уриниране, бледност или потене. Може да се появи подуване или чувствителност на скалпа, както и скованост на врата. Съответните симптоми са по-рядко срещани при старите хора.

### Постдромална фаза
Ефектите от мигрената може да останат още няколко дни след като приключи основното главоболие; това се нарича мигренна постдромална фаза. Много хора съобщават за болезнено усещане в областта, където е била мигрената, а някои съобщават за нарушено мислене за няколко дни след като е минало главоболието. Пациентът може да се чувства уморен или „махмурлия“ и да има болка в главата, когнитивни затруднения, стомашно-чревни симптоми, промени в настроението и слабост. Според едно обобщение, „Някои хора се чувстват необичайно освежени и еуфорични след пристъп, а други забелязват депресия и физическо неразположение.“

## Причини
Основната причина за мигрената не е известна, но се смята, че това заболяване се дължи на комплекс от генетични фактори и такива, свързани с околната среда. Предава се по наследство в приблизително две трети от случаите и рядко е причинено от моногенна наследствена болест. С нея са свързани множество психологически състояния, включително депресия, тревожност и биполярно разстройство, каквито са много биологични събития или отключващи фактори.

### Генетика
Изследвания на близнаци показват 34 до 51% вероятност за генетична обремененост за развитие на мигренно главоболие. Тази генетична връзка е по-силна при мигрената с аура, отколкото при мигрената без аура. Множество специфични варианти на гени повишават риска в малка до умерена степен.
Моногенните наследствени болести, които водят до мигрена, са редки. Една от тях е известна като фамилна хемиплегична мигрена – тип мигрена с аура, която се наследява по автозомно-доминантен път. Смущенията са свързани с вариант на генно кодиране на протеини, свързани с преноса на йони. Друго генетично смущение, причиняващо мигрена е синдромът CADASIL или церебрална автозомно-доминантна артериопатия със субкортикални инфаркти и левкоенцефалопатия.

## Отключващи фактори
Мигрената може да бъде предизвикана от отключващи фактори, като според някои те оказват влияние в малка част от случаите, а според други – в по-голямата част от случаите. Много неща са били окачествявани като отключващи фактори, но силата и значението на връзката между тях са неясни. Отключващият фактор може да се прояви до 24 часа преди появата на симптомите.

### Физиологични аспекти
Често посочвани като отключващи фактори са стресът, гладът и умората (те в еднаква степен допринасят за тензионното главоболие). По-вероятно е мигрена да се появи около менструацията. Други хормонални влияния, като например менархе, употреба на орални контрацептиви, бременност, перименопауза и менопауза, също имат значение. Тези хормонални влияния изглежда оказват по-голямо влияние при мигрената без аура. Обикновено мигрена не се появява през втория и третия триместър на бременността или след настъпване на менопаузата.

### Диетични аспекти
Проучванията на диетичните отключващи фактори са открили, че доказателствата се основават преди всичко на субективни оценки и не са достатъчно солидни, за да докажат или да отхвърлят никой конкретен отключващ фактор. Що се отнася до конкретни агенти, изглежда няма доказателства за влиянието на тирамина върху мигрената и докато мононатриевият глутамат често е смятан за диетичен отключващ фактор, няма убедителни доказателства за това.

### Екологични аспекти
Потенциалните отключващи фактори във вътрешната и външната околна среда налагат извода, че цялостните доказателства са неубедителни, но въпреки това предлагат на хората с мигрена да вземат някои превантивни мерки във връзка с качеството на въздуха и осветлението на закрито. Макар някога да се смяташе, че мигрената се среща по-често при високоинтелигентните хора, изглежда това не е така.

## Патофизиология
Смята се, че мигрената е нервно-съдово смущение, за което се знае, че започва в мозъка и след това се разпространява към кръвоносните съдове. Според някои изследователи невроналните механизми играят по-важна роля, докато други смятат, че кръвоносните съдове имат ключово значение. Трети смятат, че и двете са еднакво важни. Високите нива на невротрансмитера серотонин, известен и като 5-хидрокситриптамин се смята, че също са от значение.

### Аура
Разпространяващата се корова депресия или разпространяващата се депресия на Аристидес Леао представлява изблици на невронална активност следвани от периоди на бездействие, които се наблюдават при хората с мигрена с аура. Има множество обяснения за тяхното появяване, включително активиране на N-метил-D-аспартатните рецептори, водещо до проникване на калций в клетките. След изблика на активност, притокът на кръв към мозъчната кора в засегнатата зона намалява за два до шест часа. Смята се, че когато деполяризацията преминава надолу към долната част на мозъка, нервите, които предават усещането за болка в главата и врата, се възбуждат.

### Болка
Точният механизъм на болката в главата по време на мигрена не е известен. Има доказателства, че основна роля играят структурите на централната нервна система (като например продълговатия мозък и междинния мозък), докато други данни изтъкват периферната активация (като например чрез сетивните нерви, които заобикалят кръвоносните съдове в главата и врата). Сред потенциално „виновните“ съдове са дуралните артерии, пиалните артерии и извънчерепните артерии, като например тези на скалпа. Смята се, че значението на разширяването на кръвоносните съдове на извънчерепните артерии в частност е значително.

## Диагноза
Диагностицирането на мигрената се основава на признаци и симптоми. От време на време се прави визуализационен тест, който да изключи други причини за главоболието. Смята се, че значителен брой от хората с такова състояние не са били диагностицирани.
Диагностицирането на мигрената без аура, съгласно Международното дружество по главоболие може да бъде направено въз основа на следните критерии – „критериите 5, 4, 3, 2, 1“:
- Пет или повече пристъпа – за мигрена с  аура два пристъпа са достатъчни за диагноза.
- Четири часа до три дни продължителност.
- Две или повече от следните:
  - Едностранна (засягаща едната половина на главата);
  - Пулсираща;
  - „Умерена или голяма интензивност на болката“;
  - „Влошаване от или причиняваща избягване на обичайната физическа активност“.
- Едно или повече от следните:
  - Гадене и/или повръщане;
  - Чувствителност както на светлина (фотофобия), така и на звук (фонофобия).

Ако някой усеща две или повече от следните: фотофобия, гадене или неработоспособност/неспособност за учене за ден, диагнозата е по-правдоподобна. При хората с четири или пет от следните: пулсиращо главоболие с продължителност от 4 до 72 часа, болка от едната страна на главата, гадене или симптоми, които пречат на живота на човека, вероятността това да е мигрена е 92%. При хората с по-малко от три от тези симптоми, вероятността е 17%.

### Класификация
Мигрените са били изчерпателно класифицирани най-напред през 1988 г. Международното дружество по главоболие обнови своята класификация на главоболията последно през 2004 г. Съгласно тази класификация, мигрените са преди всичко главоболия, съпроводени с тензионно и клъстерно главоболие и други.
Мигрените се разделят на седем подгрупи (някои от които имат свои подразделения):
- Мигрена без аура или обикновена мигрена – включва мигренни главоболия, които не са съпровождани от аура.
- Мигрена с аура или класическа мигрена – обикновено включва мигренни главоболия, съпровождани от аура. По-рядко може да се появи аура без главоболие или с немигренно главоболие. Други две разновидности са фамилната хемиплегична мигрена и спорадичната хемиплегична мигрена, при които човек има мигрена с аура и съпровождаща двигателна слабост. Ако близък роднина е имал същото заболяване, то се нарича „фамилно“; в противен случай се нарича „спорадично“. Друга разновидност е базиларната мигрена, при която главоболието и аурата са съпроводени от разстройство на речта, виене на свят, шум в ушите или много други, свързани с продълговатия мозък симптоми, но не и от двигателна слабост. Първоначално се е смятало, че този тип се е дължал на спазми на базиларната артерия – артерията, която кръвоснабдява продълговатия мозък.[25]
- Детските периодични синдроми, които обикновено са предвестник на мигрена, включват циклично повръщане (редки интензивни периоди на повръщане), абдоминална мигрена (абдоминална болка, обикновено съпровождана с гадене) и доброкачествено пароксизмално вертиго в детска възраст (редки пристъпи на вертиго).
- Ретиналната мигрена включва мигренни главоболия, съпровождани от нарушения на зрението или дори временна слепота на едното око.
- Усложненията от мигрената включват необикновено продължителни или необикновено чести мигренни главоболия и/или аури или са свързани с припадъци или увреждания на мозъка.
- Вероятната мигрена включва състояния, които притежават някои характеристики на мигрената, но при които няма достатъчно доказателства за диагностицирането им със сигурност като мигрена (при наличието на едновременна свръхупотреба на медикаменти).
- Хроничната мигрена е усложнение на мигрената, което представлява главоболие, отговарящо на диагностичните критерии за мигренно главоболие и проявяващо се за по-дълги периоди от време, по-конкретно, по-дълги или равни на 15 дни месечно за повече от 3 месеца.[58]

### Коремна мигрена
Диагнозата на коремните мигрени е спорна. Някои данни сочат, че повтарящите се епизоди на коремна болка при липса на главоболие, могат да представляват вид мигрена или поне предшественик на мигрени. Тези епизоди на болка могат или не могат да доведат до предшестващ подобен на мигрената симптом и обикновено продължават от минути до часове. Те често се срещат при лица с лична или фамилна история на типични мигрени. Други синдроми, за които се смята, че са предшественици на мигрената, включват: синдром на циклично повръщане и доброкачествен пароксизмален световъртеж в детска възраст.

### Диференциална диагноза
Други заболявания, които могат да предизвикат подобни на мигренно главоболие симптоми, включват: темпорален артериит, клъстерни главоболия, остра глаукома, менингит и субарахноидален кръвоизлив. Темпоралният артериит обикновено се среща при хора над 50-годишна възраст и предизвиква болезненост над слепоочието, клъстерното главоболие е придружено от едно-странно запушване на носа, сълзи и силна болка около очните ябълки, острата глаукома е свързана със зрителни проблеми, менингитът – с треска, а субарахноидалният кръвоизлив с много бързо начало. Главоболието, предизвикано от напрежение обикновено се проявява от двете страни, не е пулсиращо и е свързано с по-леки форми на дискомфорт.

## Превенция
Превантивното лечение на мигрени включва: лекарства, хранителни добавки, промени в начина на живот и оперативна намеса. Превенция се препоръчва при хора, страдащи от главоболие повече от два дни в седмицата, при лица, които не могат да понасят използваните за лечение на остри пристъпи лекарства или при индивиди, които страдат от трудно контролирани тежки пристъпи.
Целта е да се намали честотата, болезнеността и/или продължителността на мигрените и да се повиши ефективността на неуспешната терапия. Друга причина за превенцията е да се избегне главоболието, свързано с прекомерна употреба на лекарства. Това е често срещан проблем и може до доведе до хронично ежедневно главоболие.

### Лечение
Лекарствата за превенция на мигрената се считат за ефективни, ако намаляват честотата или тежестта на мигренните пристъпи с най-малко 50%. Насоките са сравнително последователни при оценката на топирамат, дивалпроекс/натриев валпроат, пропранолол, и метапролол като за тях има най-много доказателства за употребата им като първа-линия терапия. Препоръките по отношение на ефективността обаче варират за габапентин. Тимолол е също ефективен за превенция на мигрената и за намаляване честотата и тежестта на мигренните пристъпи, докато фроватриптан е ефективен за превенция на менструалната мигрена. Амитриптилин и венлафаксин вероятно също са ефективни. За ботокса е известно, че е полезен за хора, страдащи от хронични мигрени, но не и за хора с епизодични мигрени.

### Алтернативни лечения
Акупунктурата е ефективна за лечението на мигрени. Използването на „истинска“ акупунктура не е по-ефективно от използването на фалшива акупунктура, но както „истинската“, така и фалшивата акупунктура изглежда са по-ефективни от рутинните грижи, като са придружени с по-малко странични ефекти, отколкото профилактичното лечение с лекарства. Хиропрактичната манипулация, физиотерапията, масажът и релаксацията могат да бъдат толкова ефективни, колкото пропранолол или топирамат при превенция на мигренно главоболие; изследването обаче среща някои проблеми с методологията. Има някои ориентировъчни данни от полза за: магнезий, коензим Q(10), рибофлавин, витамин B(12) и Tanacetum-parthenium, макар че качеството трябва да се изследва по-добре, за да се потвърдят първоначалните резултати. От алтернативните лекарства за чобанка има най-много доказателства за нейната употреба.

### Медицински изделия и оперативна намеса
Медицински устройства като биофидбек и невростимулатори имат някои предимства за превенция на мигрената, главно когато често използваните противомигренни лекарства са противопоказни или в случай на прекомерна употреба на лекарства. Биофидбек помага на хората да почувстват някои физиологични параметри, така че да могат да ги контролират и да се опитат да се отпуснат като това може да бъде ефективно за лечението на мигрената. Невростимулацията използва имплантируеми невростимулатори, подобни на пейсмейкъри за лечението на неподатливи хронични мигрени като при тежки случаи са постигнати окуражаващи резултати. Операцията при мигрена, включваща декомпресия на някои нерви около главата и шията, може да бъде възможност за избор при някои хора, които не се повлияват от медикаменти.

## Овладяване
Има три основни аспекти на лечението: избягване на отключващия фактор (тригер), остър симптоматичен контрол и фармакологична превенция. Лекарствата са по-ефективни, ако се използват в началото на пристъпа. Честата употреба на медикаменти може да доведе до главоболие, свързано с прекомерна употреба на лекарства, при което главоболието става по-силно и по-често. Това може да настъпи при употребата на триптани, ерготамини и аналгетици, особено с наркотично вещество аналгетици.

### Аналгетици
За хора с леки до умерени симптоми се препоръчва първоначално лечение с прости аналгетици като НСПВС (Нестероидни противовъзпалителни средства) или комбинацията от парацетамол, ацетилсалицилова киселина и кофеин. За редица НСПВС има доказателства в подкрепа на тяхната употреба. За ибупрофен е установено, че осигурява ефективно облекчение на болката при приблизително половината от хората. Диклофенак е доказано ефективен.
Ацетилсалициловата киселина може да облекчи умерена до тежка мигренна болка като ефективността ѝ е близка до тази на суматриптан. Кеторолак е достъпен в интравенозна форма. Парацетамол (известен още като ацетаминофен), приложен самостоятелно или в комбинация с метоклопрамид, е друго ефективно лечение с нисък риск от нежелани ефекти. По време на бременност ацетаминофен и метоклопрамид се считат за безопасни, тъй като представляват НСПВС до третия триместър.

### Триптани
Триптани като суматриптан са ефективни при болка и гадене при до 75% от хората. Като първоначално лечение те се препоръчват при хора с умерена до силна болка или при хора с по-леки симптоми, които не се повлияват от лечение с прости аналгетици. Различните налични форми включват перорален прием, инжектиране, назален спрей, и разтварящи се в устата таблетки. Като цяло всички триптани изглеждат еднакво ефективни и имат подобни нежелани реакции. Отделните индивиди обаче могат да се повлияят по-добре от по-специфичните видове триптани. Повечето нежелани реакции са леки като например зачервяване; наблюдавани са и случаи на миокардна исхемия, които обаче са редки. Затова не се препоръчват при хора със сърдечно-съдови заболявания. Макар от историческа гледна точка да не са препоръчителни за хора с базиларни мигрени, няма конкретни доказателства в подкрепа на това предупреждение за съществуваща вреда от тяхната употреба при тази популация. Те не водят до пристрастяване, но могат да предизвикат главоболие, свързано с прекомерна употреба на лекарства, в случай че се използват за повече от десет дни в рамките на един месец.

### Ерготамини
Ерготамин и дихидроерготамин са по-стари лекарства, които все още се предписват за мигрени, като последното е налично под формата на назален спрей или в инжекционна форма. Имат еднакво ефективно действие с триптаните, по-евтини са и получените нежелани реакции обикновено са леки. При най-тежките случаи като например мигренен статус, те изглежда представляват най-ефективния вариант на лечение.

### Други
Други потенциални възможности са метоклопрамид интравенозно или лидокаин назално. Препоръчителното лечение за тези, които посещават спешно отделение е метоклопрамид. Еднократна доза от интравенозен дексаметазон, когато се добави към стандартното лечение на мигренен пристъп, е свързвана с 26% намаляване на повторението на главоболието през следващите 72 часа. Гръбначната манипулация за лечение на постоянна мигрена не е подкрепена с доказателства. Препоръчително е да не се използват опиати и барбитурати.

## Прогноза
Дългосрочната прогноза при хора с мигрена е променлива. Повечето хора с мигрена имат периоди на загуба на производителност поради заболяването си, въпреки че обикновено състоянието е сравнително доброкачествено и не е свързано с повишен риск от смърт. Съществуват четири основни форми на болестта: симптомите могат да отшумят напълно, симптомите могат да продължат, но да намаляват постепенно с течение на времето, симптомите могат да продължат със същата честота и тежък характер, или атаките могат да станат по-лоши и по-чести.
Мигрената с аура определено е рисков фактор за исхемичен инсулт, удвояващ риска. Ако човек е млад, ако е жена, която използва хормонална контрацепция, както и пушенето, допълнително се увеличава този риск. Освен това изглежда съществува връзка с дисекция на маточната артерия. Мигрената без аура не се проявява като фактор. Отношението със сърдечните проблеми е неубедително с едно-единствено изследване в подкрепа на дадена връзка. Като цяло обаче мигрената изглежда не увеличава риска от смърт от инсулт или сърдечна болест. Превантивното лечение на мигрена при случаите на мигрена с аура може да предотврати свързаните инсулти.

## Епидемиология
В световен мащаб мигрената засяга над 10% от хората. За година в Съединените щати около 6% от мъжете и 18% от жените получават мигрена, съответно с риск за живота са приблизително 18% и 43%. В Европа мигрената засяга 12 – 28% от хората в даден момент от живота им, като приблизително 6 – 15% от възрастните мъже и 14 – 35% от възрастните жени получават поне един пристъп годишно. Процентите на мигрена са малко по-ниски в Азия и Африка, отколкото в западните страни. Хроничната мигрена се появява приблизително при 1,4 – 2,2% от населението.
Тези цифри съществено се различават с възрастта: мигрената най-често започва между 15 и 24-годишна възраст и се проявява най-вече при хора на възраст от 35 до 45 години. При децата около 1,7% от 7-годишните и 3,9% от тези между 7 и 15 години имат мигрена, като заболяването се среща малко по-често при момчетата преди пубертета. През юношеството мигрената се среща по-често сред жените и това продължава през останалата част от живота, като двойно по-често се среща сред по-възрастните жени, отколкото при мъжете. При жените по-често се среща мигрена без аура, отколкото мигрена с аура, обаче при мъжете двата вида възникват с подобна честота.
По време на перименопаузата симптомите често се влошават, преди да намалее тежкият им характер. Макар и симптомите да отзвучават при около две трети от възрастните хора, при 3 до 10% продължават.

## История
Ранно описание, което съответства на мигрената, се съдържа в „Еберс папирус“, написан около 1200 г. пр.н.е. в Древен Египет. През 200 г. пр. Хр., писмени документи от медицинската школа на Хипократ описват визуалната аура, която може да предхожда главоболието и частичното успокоение, настъпващо в резултат на повръщане.
Периметърът на дупката в черепа е със закръглени ръбове от врастването на нова костна тъкан, което показва, че лицето е оцеляло след операцията.
Едно описание на Аретей от Кападокия от 2 век разделя главоболията на три вида: cephalea (често, продължително и тежко главоболие), cephalalgia (рядко, не толкова сериозно главоболие) и heterocrania (главоболие, обхващащо половината глава). Гален на Пергамон използва термина hemicrania (половин глава), от който се предполага, че произлиза думата мигрена. Освен това той прави предложение, че болката възниква от менингите и кръвоносните съдове на главата. През 1887 г. един френски библиотекар – Луи Хиацинт Томас, за първи път разделя мигрената на двата използвани сега вида – мигрена с аура (migraine ophthalmique) и мигрена без аура (migraine vulgaire).
Трепанация – съзнателно пробиване на дупки в черепа се е практикувало още през 7000 г. пр. Хр. Въпреки че понякога хората оцеляват, мнозина биха умрели от процедурата поради инфекция. Вярвало се е, че действа чрез „изгонването на злите духове“. През 17 век Уилям Харви препоръчва трепанацията като средство за лечение на мигрена.
Въпреки че са направени много опити за лечение на мигрена, едва след 1868 г. е използвано вещество, което в крайна сметка се оказа ефективно. Това вещество е гъбата мораво рогче, от която през 1918 г. е изолиран ерготамин. Метисергид се разработва през 1959 г., а първият триптан (суматриптан) е разработен през 1988 г. През 20 век са открити и потвърдени ефективни превантивни мерки чрез по-добра идея на проучването.

## Общество и култура
Мигрената е значителен източник както на медицински разходи, така и на загуба на производителност. Изчислено е, че тя е най-скъпото неврологично заболяване в Европейската общност, което струва повече от € 27 млрд. годишно. В Съединените щати преките разходи се оценяват на $ 17 млрд. Почти една десета от този разход се дължи на разноските за триптани. Непреките разходи са около $ 15 млрд., от които най-големият компонент е пропуснатата работа. При тези, които ходят на работа с мигрена, ефективността намалява приблизително с една трета. Освен това често се появяват отрицателни последици за семейството на лицето.

## Проучвания
Установено е, че свързаните с гена за калцитонин пептиди (CGRPs) играят роля в патогенезата на болката, асоциирана с мигрена. CGRP рецепторни антагонисти, като например olcegepant и telcagepant са изследвани както „инвитро“, така и при клинични проучвания за лечението на мигрена. През 2011 г. Merck спира фаза III на клиничните изпитвания за изпитваното лекарство telcagepant. Транскраниална магнитна стимулация също е обещаваща.